# Симфония № 3 (Рахманинов)
Сергей Рахманинов написал свою Симфонию № 3 ля минор, op. 44 в период между 1935 и 1936 годами.

## История создания
В конце апреля 1935 года Рахманинов приехал в его недавно построенную виллу Сенар на берегу озера Люцерн в Швейцарии, задумав написать симфонию. Он был доволен своим новым домом и пребывал в хорошем настроении. Первые две части были завершены за пару месяцев, однако работа над третьей частью затянулась. Завершить симфонию композитору удалось лишь в свой следующий приезд в Сенар в апреле 1936 года.

## Структура
Симфония состоит из трёх частей:
1. Lento — Allegro Moderato — Allegro
2. Adagio Ma Non Troppo — Allegro Vivace
3. Allegro — Allegro Vivace — Allegro (Tempo Primo) — Allegretto — Allegro Vivace.

## Премьера
Впервые исполнялась 6 ноября 1936 года Филадельфийским оркестром под управлением Леопольда Стоковского. Несмотря на неоднозначный приём критиков, Рахманинов был убеждён, что Третья симфония является одной из его лучших работ.